# Гармул
Гармул — правитель Мавро-Римского царства c 570 по 578 год.

## Биография
В 571 году вторгся в восточно-римскую преторианскую префектуру Африки, в проведённых сражениях согласно Иоанну Бикларийскому убил префекта претория Феодора, magister militum Феоктиста в 570 году и его преемника — Амабилиса, годом позже.
Император Тиберий II повторно назначил Фому префектом претории, а способный военачальник Геннадий был назначен magister militum. Подготовка к войне была длительной и тщательной. Начатая в 577—578 годах кампания была короткой и эффективной, когда Геннадий применил тактику террора против подданных Гармула. Гармул потерпел поражение и был убит лично Геннадием в 579 году. С его смертью Мавро-Римское царство распалось, было раздроблено, а прибрежное пространство между Мавретаниями Тингитанской и Цезарейской было включено в состав Византийской империи.